# Aulocyathus matricidus
Aulocyathus matricidus är en korallart som först beskrevs av Kent 1871.  Aulocyathus matricidus ingår i släktet Aulocyathus och familjen Caryophylliidae. Inga underarter finns listade i Catalogue of Life.